# Ліхтенштейнський автобус

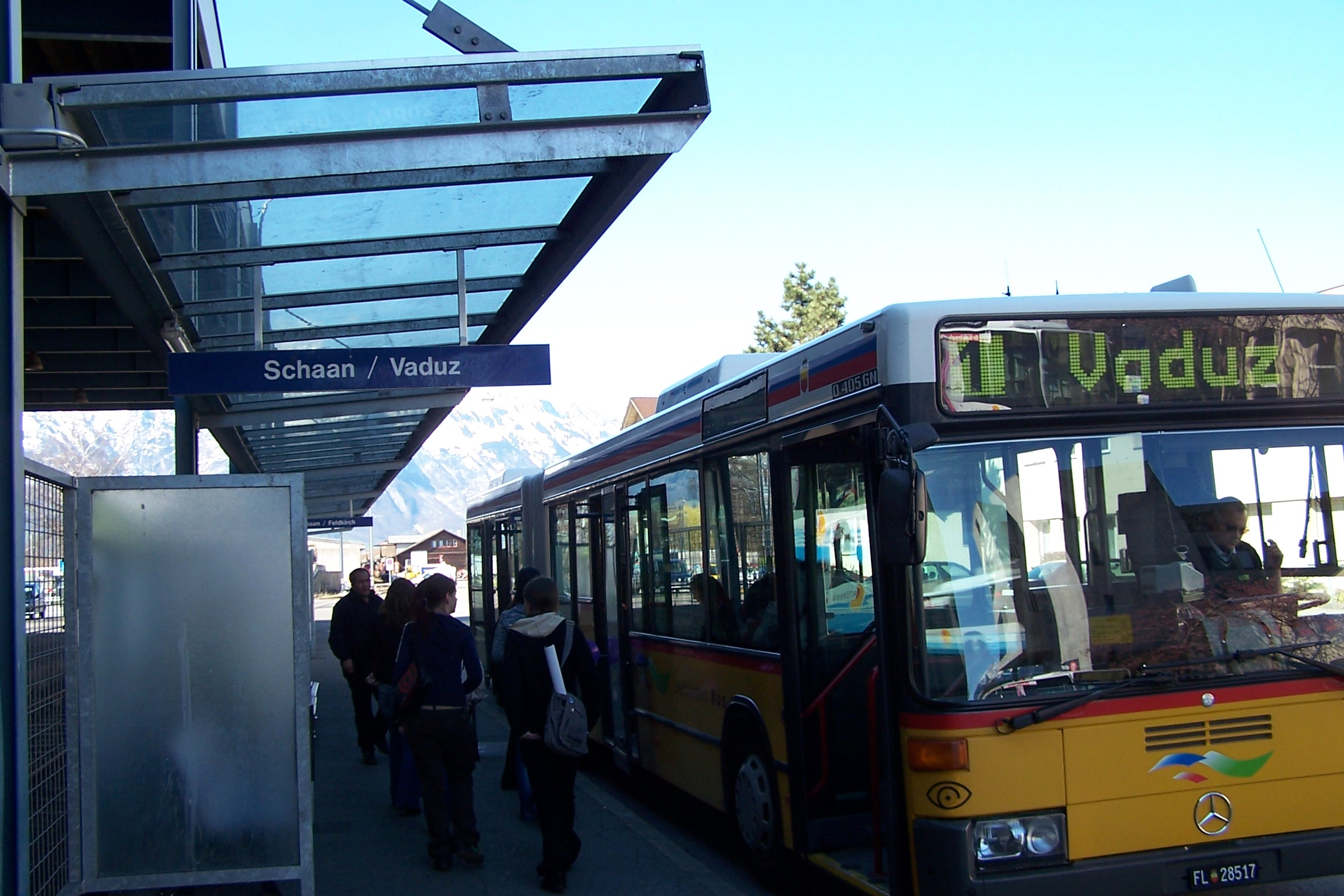
Ліхтенштейнський автобус

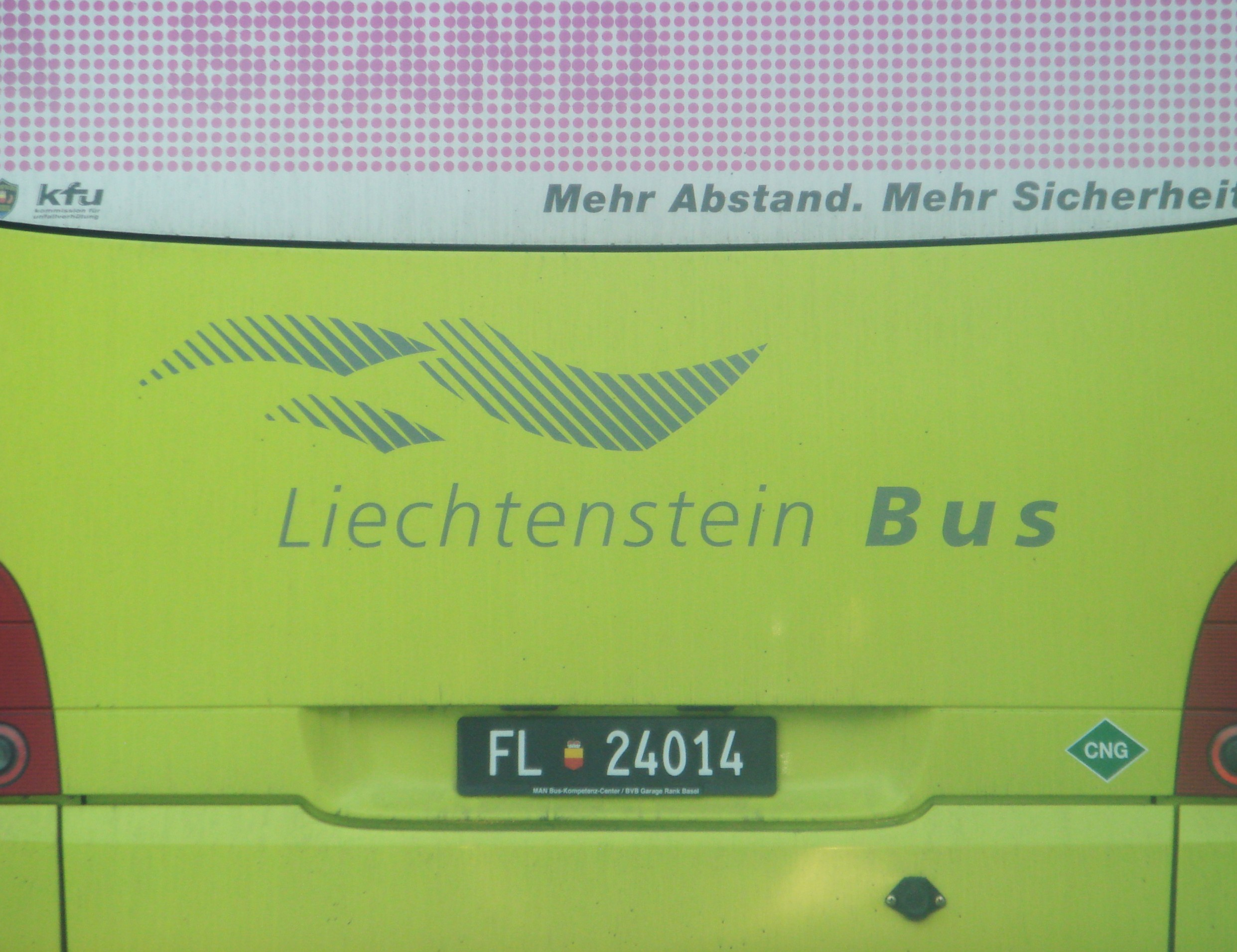
Вигляд ліхтенштейнського автобусу позаду

Ліхтенштейнський автобус (нім. LIECHTENSTEINmobil, VLM) — основний вид громадського транспорту Ліхтенштейну та автобусна компанія, яка базується у Вадуці. Автопарк компанії обслуговує 13 маршрутів по країні. Окрім міжміських перевезень компанія здійснює автобусний зв'язок з сусідніми країнами — Швейцарією та Австрією.
На станції Шаан-Вадуц (Schaan-Vaduz) в Ліхтенштейні побудовано круговий павільйон, який схожий зверху на трикутник. Система перебування автобусів побудована таким чином, що автобуси приїжджають в один час та пасажир може відразу пересісти на інший маршрут.
Також на станції Шаан-Вадуц є Туристичний центр, де можна отримати безкоштовну інформацію про транспорт країни. Тут же розташований унікальний туалет. Його роботу можна побачити на відео: (Як повинен виглядати придорожній туалет на YouTube)
У разі наявності Swiss Travel Pass проїзд в автобусах Ліхтенштейну безкоштовний, додатковий квиток купувати не потрібно.

## Маршрути
| Лінія | Маршрут                                                             |
| ----- | ------------------------------------------------------------------- |
| 11    | Труббах — Вадуц — Бендерн — Маурен (- Фельдкірх)                    |
| 12    | Зарганс — Бальцерс — Трізен — Вадуц — Шан — Букс                    |
| 12E   | Зарганс — Бальцерс — Трізен — Вадуц                                 |
| 13    | Букс — Шан — Ешен — Маурен — Фельдкірх                              |
| 14    | Вадуц — Нендельн — Шанвальд — Фельдкірх                             |
| 21    | Вадуц — Трізенберг — Мальбун                                        |
| 22    | Трізенберг — Гафлай                                                 |
| 24    | Зевелен — Вадуц (- Трізен)                                          |
| 26    | Шан — Планкен                                                       |
| 31    | Бендерн — Руґґель (- Шелленберг)                                    |
| 32    | Бендерн — Ґампрін — Руґґель — Гінтер-Шелленберг                     |
| 33    | Маурен — Гінтер-Шелленберг                                          |
| 34    | Nendeln Bahnhof — Бендерн                                           |
| 35    | (Букс — Шан) — Бендерн — Ґампрін — Шелленберг (- Гінтер-Шелленберг) |
| 36E   | (Труббах -) (Вадуц -) (Шан -) Бендерн — Ґізінґен                    |
| 40    | Місцевий автобус Трізена                                            |

### Нічні маршрути
| Лінія | Маршрут                                              |
| ----- | ---------------------------------------------------- |
| N1    | Фельдкірх — Бендерн — Шан — Вадуц — Бальцерс         |
| N2    | Труббах — Трізен — Вадуц — Шан — Бендерн — Фельдкірх |
| N3    | Букс — Шан — Вадуц — Трізенберг (- Ґуфервальд)       |
| N4    | Шан — Ґампрін — Шелленберг                           |